# Chiesa della Misericordia (Montieri)
La chiesa della Misericordia è un edificio sacro di Gerfalco, frazione di Montieri, in provincia di Grosseto.

## Storia
Risale al XIII secolo ma ha subito rifacimenti notevoli specialmente nel Sei-Settecento.

## Descrizione
La facciata è intonacata e decorata da graffiti a imitazione di conci di pietra. L'interno possiede una navata unica con copertura a travature a vista. L'altare ha forma a edicola con colonne, timpano e angeli laterali in stucco, presumibilmente settecenteschi. Il Crocifisso ligneo appartiene al XIX secolo.